# The Celtic Social Club
The Celtic Social Club est un groupe franco-irlandais formé en 2013, 
mêlant musique celtique, rock, folk, reggae et punk. 

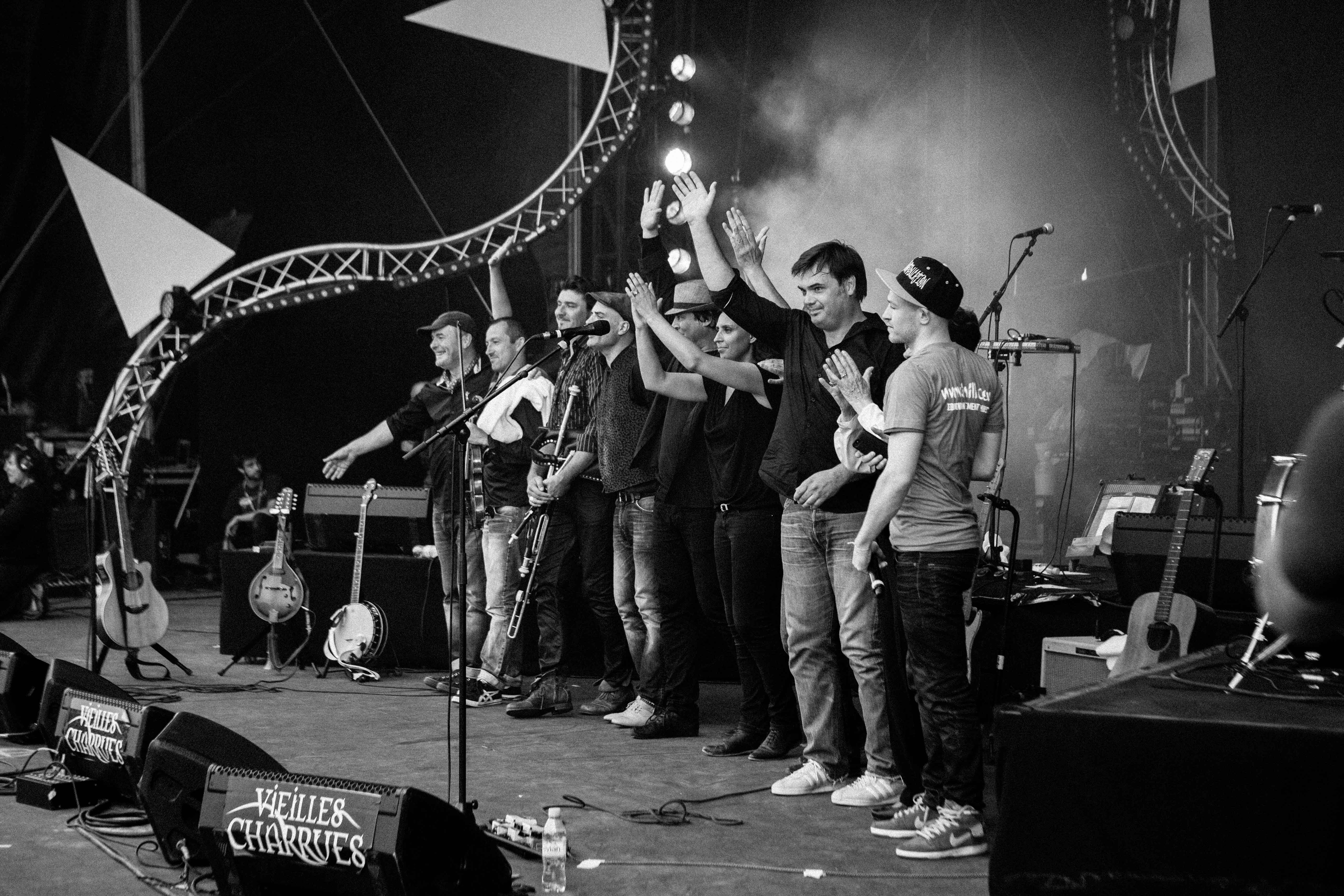
The Celtic Social Club aux Vieilles Charrues 2014, scène Kerouac

Né à l’occasion d’un concert unique au Festival des Vieilles Charrues en 2014, 
le projet se transforme rapidement en formation permanente et entame plusieurs tournées internationales (Royaume-Uni, États-Unis, Asie, Europe). 
Il compte à ce jour quatre albums studio, un album best-of (Inventory, 2024) et prépare un cinquième album prévu pour octobre 2025.

## Historique

### Origines et formation (2013–2014)
En 2013, le batteur et producteur Manu Masko imagine un projet mêlant musique traditionnelle celtique et influences contemporaines, inspiré par le concept du Buena Vista Social Club[réf. nécessaire]. Il réunit des artistes issus de différentes scènes — rock, folk, reggae, musiques bretonnes, écossaise et irlandaises — afin d’adapter des airs traditionnels dans un format moderne[réf. nécessaire].
Le projet prend forme à l’occasion d’un concert initialement conçu comme unique, donné au Festival des Vieilles Charrues le 18 juillet 2014, devant environ 40 000 spectateurs.
La première mouture du groupe réunit Jimme O’Neill (The Silencers), Jean-Pierre Riou (Red Cardell), Ronán Le Bars, Pierre Stéphan, Mathieu Péquériau et Richard Puaud. Trois invités participent également à ce concert : la chanteuse bretonne Louise Ebrel, le rappeur new-yorkais IC Will[réf. nécessaire] et la chanteuse folk bretonne Colline Hill[réf. nécessaire].
Le premier single, Celtic Social Club, entre en playlist sur France Inter et la radio diffuse le concert en intégralité le soir même.
Ce concert inaugural est précédé de l’enregistrement du premier album, The Celtic Social Club, produit par Manu Masko[réf. nécessaire], enregistré à La Sirène (La Rochelle)[réf. nécessaire], mixé à New York par Ariel Borujow et publié le 18 juin 2014 sur le label breton Keltia Musique. L’album alterne compositions originales et réinterprétations de thèmes traditionnels issus d’Irlande, d’Écosse, de Bretagne et d’autres régions celtes[réf. nécessaire].

### Premières tournées et affirmation du style (2015–2017)
Fort de l’enthousiasme du public et des médias, le groupe entame, à partir de mars 2015, une tournée nationale et internationale incluant des passages en France, en Suisse, en Allemagne et aux États-Unis. Un passage marquant à New York mène à l’enregistrement du live *Unplugged in NYC*, paru en octobre 2015 et mixé par Ariel Borujow.
Jean-Pierre Riou quitte le groupe à l’issue d’un concert au Moulin du Roc (Niort) en décembre 2015, remplacé par Goulven Hamel, initialement impliqué dans la communication du groupe (texte, visuels) [réf. nécessaire].
En janvier 2016, le groupe enregistre trois titres (*A New Kind of Freedom*, *The Birds*, *When You Need Someone*) avec le producteur John Reynolds à La Sirène (La Rochelle), avant de finaliser l’album dans le studio Alhambra Colbert (Rochefort) et de le mixer à New York avec Ariel Borujow.
Le deuxième album studio, *A New Kind of Freedom*, sort en 2017. Le groupe continue de tourner en Chine, au Vietnam, en Turquie et en Algérie.
En octobre 2016, le groupe joue à Central Park (New York) pour fêter les 25 ans des Vieilles Charrues. Une mini-tournée américaine suit en septembre 2017, mais elle n’atteint pas les objectifs en raison de difficultés logistiques et financières [réf. nécessaire].
Pendant cette période, quelques tensions sont évoquées entre Jimme O’Neill et Manu Masko [réf. nécessaire], avec des remplacements ponctuels du chanteur (Martin Kelly) pour raisons de santé [réf. nécessaire]. Martin Kelly est invité à rejoindre le groupe mais décline [réf. nécessaire]. En réponse, Manu Masko sollicite Roy Harter, pianiste et accordéoniste, pour la scène (Vieilles Charrues 2017, 2023), qui met en relation Masko avec Dan Donnelly, finalement convaincu de rejoindre le groupe [réf. nécessaire].

### L’ère Dan Donnelly etFrom Babylon to Avalon(2018–2019)
En 2018, le chanteur et guitariste nord-irlandais **Dan Donnelly** rejoint officiellement *The Celtic Social Club*, apportant une orientation plus anglo-saxonne au projet.
Le troisième album studio, *From Babylon to Avalon*, enregistré à Rochefort et mixé à New York par Ariel Borujow, est publié en avril 2019 en France, puis réédité au Royaume-Uni en UK edition à l’automne 2019,.
Pendant cette période, le groupe se produit pour la première fois sur une grande scène britannique, le festival **Beautiful Days** en été 2019. Une tournée européenne accompagne l’album, incluant notamment la France, la Tchéquie, l’Espagne et la Suisse.
Quelques concerts tests au Royaume-Uni (Newcastle, Édimbourg, Halifax) valent au groupe un très bon accueil, et permettent au projet de se développer outre-Manche[réf. nécessaire]. Lors de l'un de ces concerts à Édimbourg, le groupe fait la connaissance de Bruce Findlay, ancien manager de Simple Minds, qui encourage leur développement au Royaume-Uni[réf. nécessaire].

### Nouvelle formation et dixième anniversaire (2023–présent)
En juin 2022, le groupe accueille un nouveau chanteur, **Taylor Byrne** (chant, guitare), originaire de Dublin, sur les conseils de **Sam O'Sullivan**, drum tech et stage manager de U2. Âgé de 21 ans et encore peu expérimenté[réf. nécessaire], Byrne séduit rapidement Manu Masko, qui perçoit en lui un fort potentiel[réf. nécessaire]. Le jeune Irlandais apporte fraîcheur et enthousiasme, redynamisant l’ensemble de la formation[réf. nécessaire].
Les concerts en France et en Angleterre rencontrent un accueil favorable. Parallèlement, Ronán Le Bars, souffrant de problèmes récurrents à la main[réf. nécessaire], se met temporairement en retrait du groupe. Il est remplacé par la violoniste **Céline Rivaud**, déjà intervenue ponctuellement en remplaçant Pierre Stéphan[réf. nécessaire].
Cette nouvelle formation adopte une orientation plus pop et indie rock/folk, tout en conservant un ancrage celtique[réf. nécessaire]. Afin de renforcer sa présence sur les plateformes de streaming et de mettre en avant son nouveau chanteur, *The Celtic Social Club* publie trois singles en l’espace d’un an[28]. Convaincu par le label **Aztec** de marquer symboliquement cette première décennie, le groupe sort en octobre 2024 le best-of *Inventory*, composé de 20 titres et d’un inédit, *I Can’t Wait Anymore*[29].

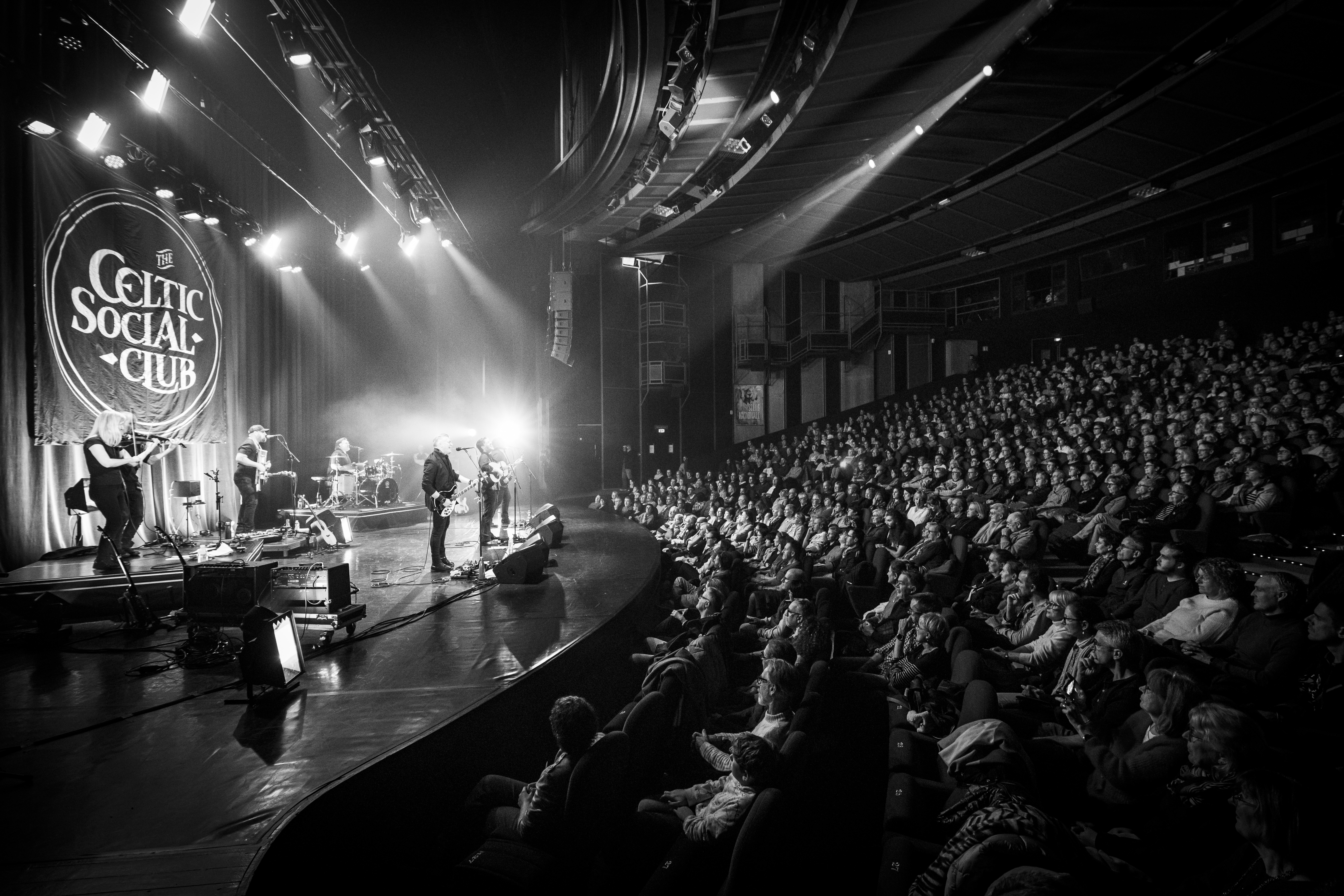
The Celtic Social Club — *Inventory Tour* 2024, Niort

### Cinquième albumYou Should Know(2025)
En novembre 2024, après la sortie de Inventory, le groupe entame l’écriture de nouveaux titres. Contrairement au processus de création de Dancing or Dying?, réalisé à distance pendant la pandémie, cette fois-ci, les sept musiciens franco-irlandais travaillent ensemble dans la même pièce, privilégiant l’échange direct et la composition collective.
Deux morceaux émergent rapidement : Love Is a Madness et You Should Know. Manu Masko sollicite alors le producteur britannique Nick Davis, connu pour ses collaborations avec Genesis et Mike + The Mechanics. Le label Aztec finance la production de ces deux titres, enregistrés en février 2025 lors d’une semaine de travail intensif avec Davis.
Face au résultat, Aztec décide de financer la production de l’intégralité de l’album. L’enregistrement a lieu en mai et juin 2025 à Montamisé, dans le studio du bassiste Richard Puaud, et le mixage est effectué de fin juin à début juillet.
Le 11 juillet 2025, le premier single Love Is a Madness est publié. Le single You Should Know suivra en septembre 2025.
Une tournée au Royaume-Uni, incluant une date à Londres, est programmée pour novembre 2025, suivie d’une série de concerts en mars 2026,.

## Membres

### Membres actuels
- Manu Masko — batterie, claviers, samples, chœurs, direction artistique
- Taylor Byrne — chant, guitare acoustique (depuis juin 2022)
- Mathieu Péquériau — harmonica, planche à laver, guimbarde,
- Pierre Stéphan — violon
- Richard Puaud — basse, chœurs
- Goulven Hamel — mandoline, banjo, guitares acoustique et électrique (depuis décembre 2015)
- Céline Rivaud — violon (membre permanent depuis septembre 2022)

### Anciens membres
- Ronan Le Bars — uilleann pipes, low whistle (en retrait du groupe)
- Dan Donnelly — chant, guitares acoustique et électrique ( de juillet 2018 à mars 2022)
- Martin Kelly — chant, guitares acoustique et électrique ( de mars à juin 2018)
- Jimme O'Neill — chant, guitares acoustique et électrique (2013—2018)
- Jean-Pierre Riou — chant, banjo, mandoline, guitare à douze cordes, bombarde (2013— décembre 2015)

### Invités
- Faada Freddy — chant
- Winston McAnuff — chant
- I.C. Will — chant
- Louise Ebrel — chant
- Cali — chant

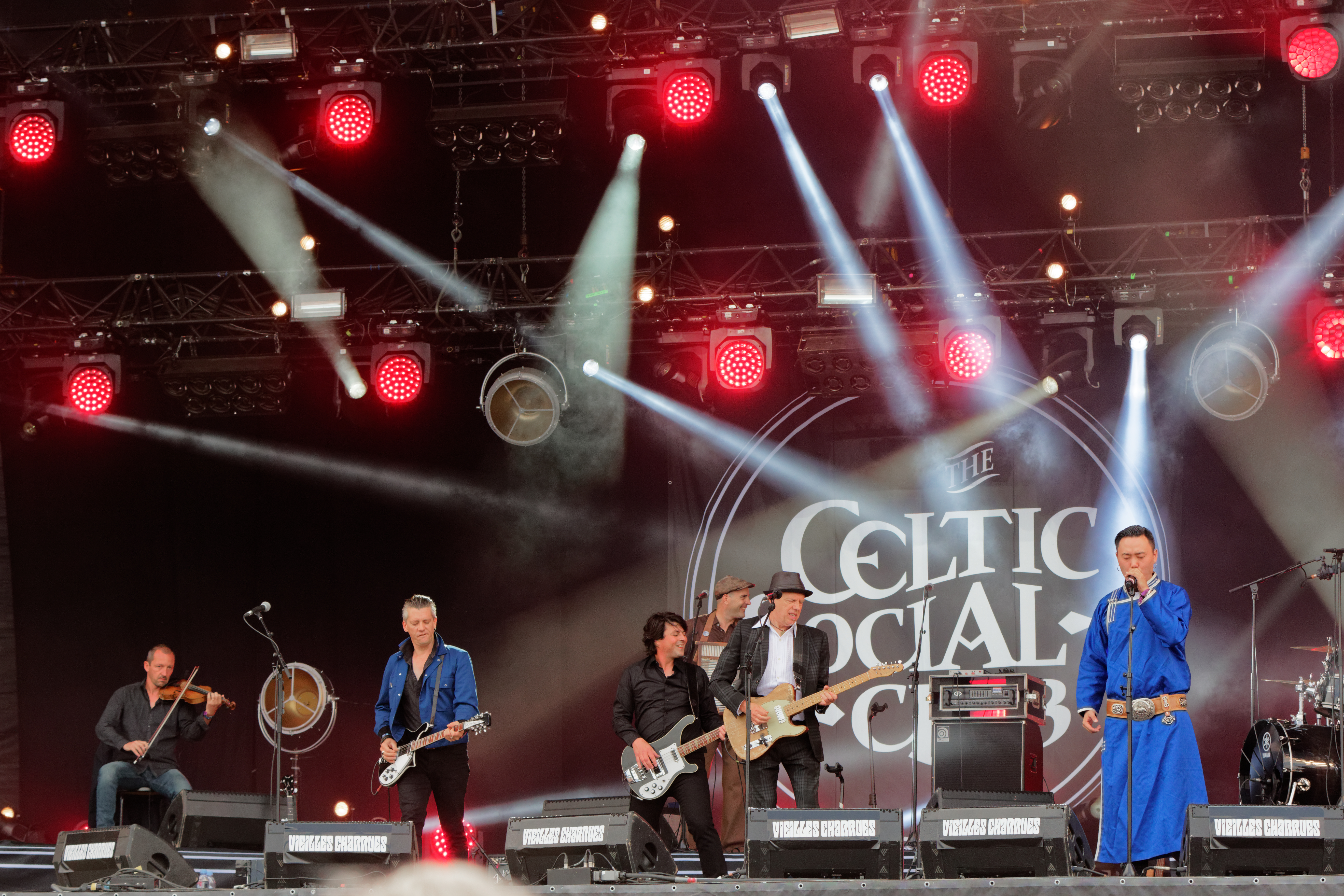
The Celtic Social Club, au Festival des Vieilles Charrues 2017.

- Colline Hill — chant, guitare acoustique
- Tulegur Gangzi — chant
- Dan Ar Braz — guitare électrique
- Michael Jones — guitare électrique
- Steven Bodénès — bombarde
- Céline Rivaud — violon
- Kevin Camus — uilleann pipes, low whistle
- Roy Harter — accordéon
- Fixi — accordéon
- Mustapha El Annabi — darbouka
- Gilles Servat — chant
- Tryo — chant, guitare, percussions
- Bagad de Vannes — percussions

## Galerie

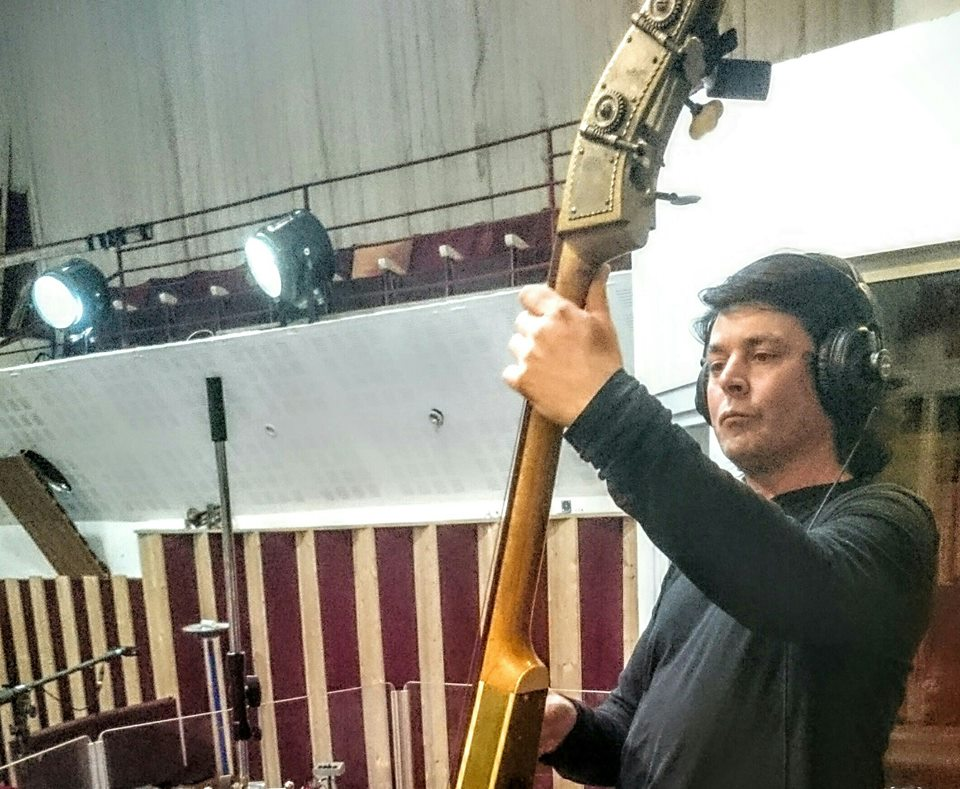
Richard Puaud.
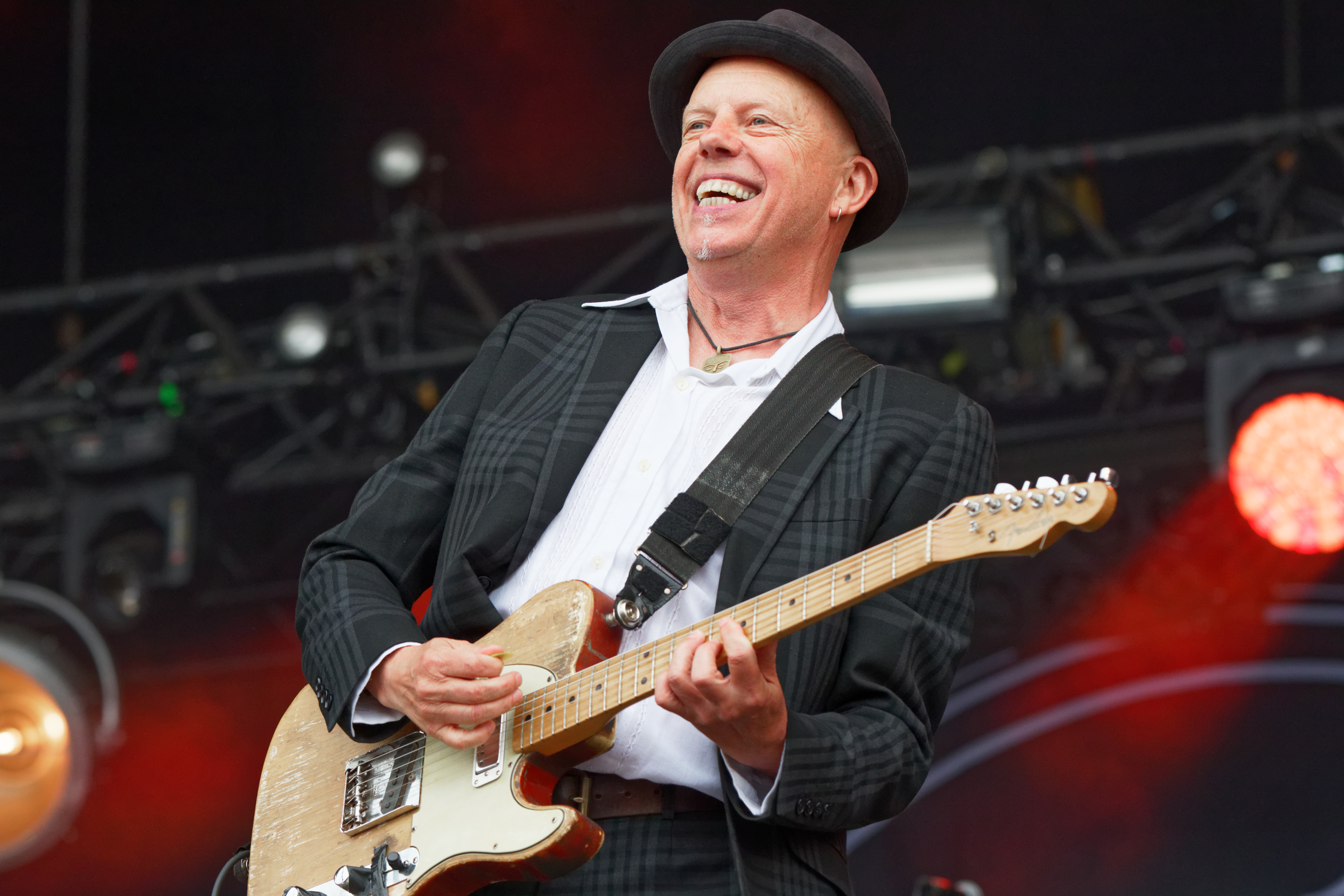
Jimme O'Neill.
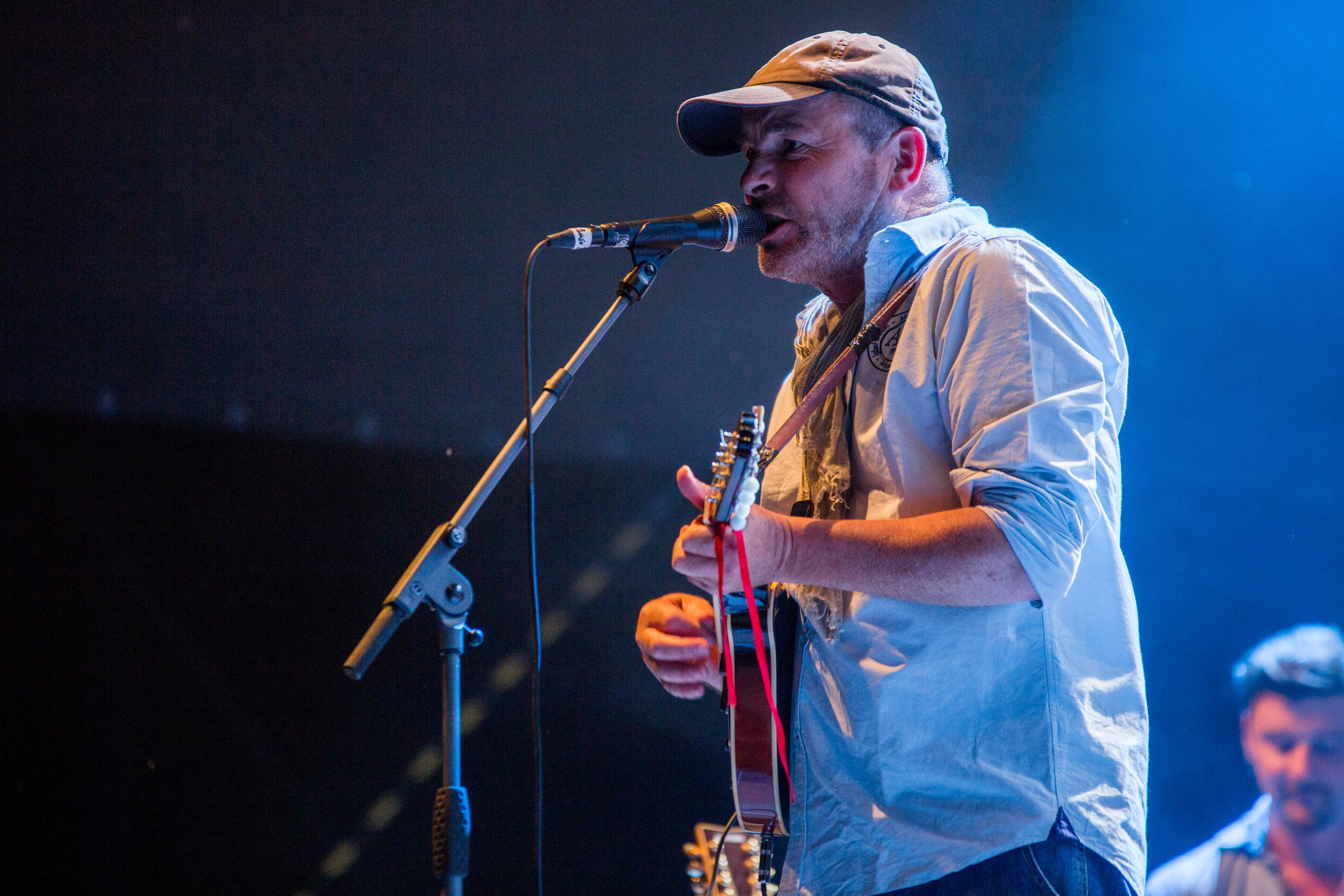
Jean-Pierre Riou.
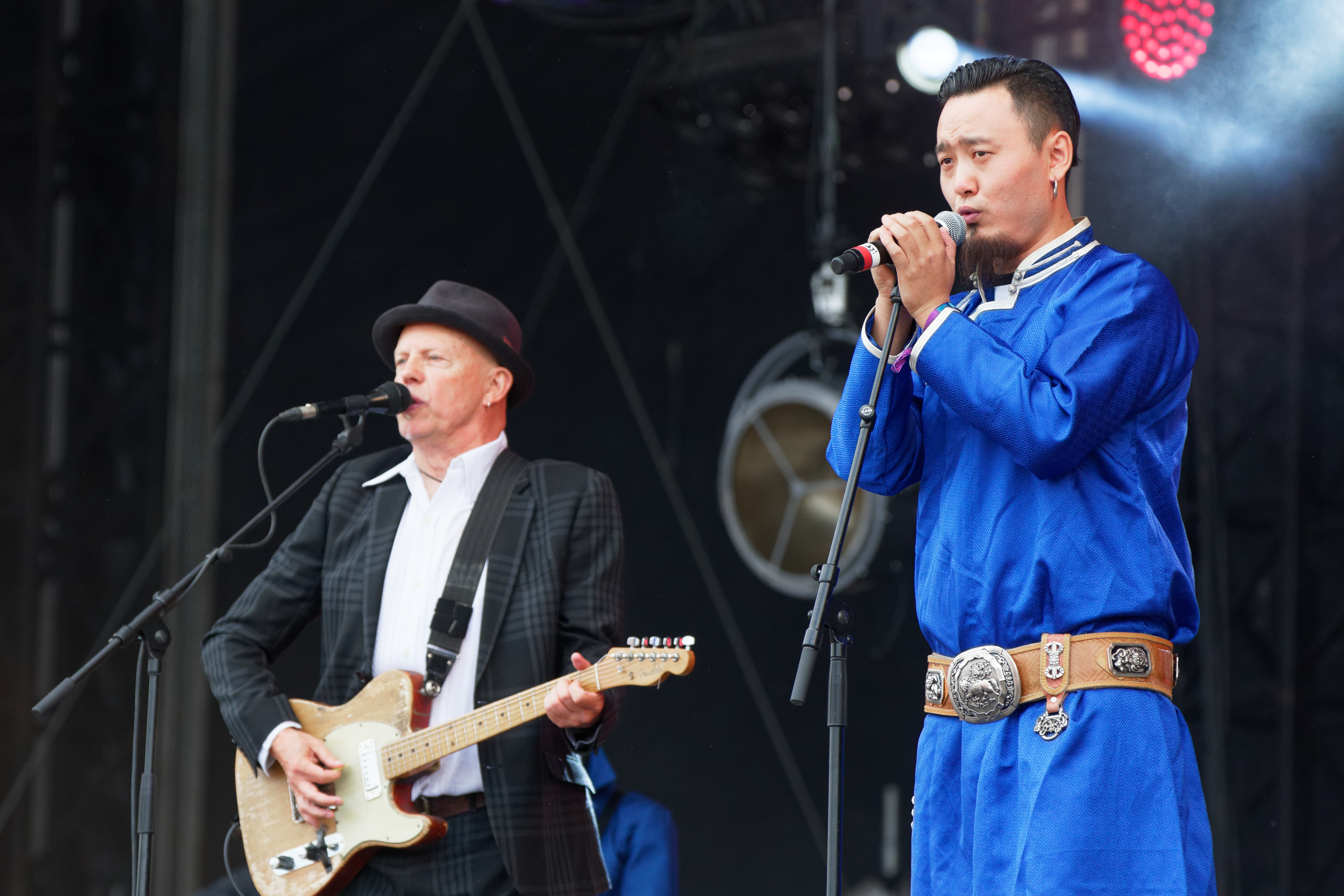
Tulegur Gangzi.
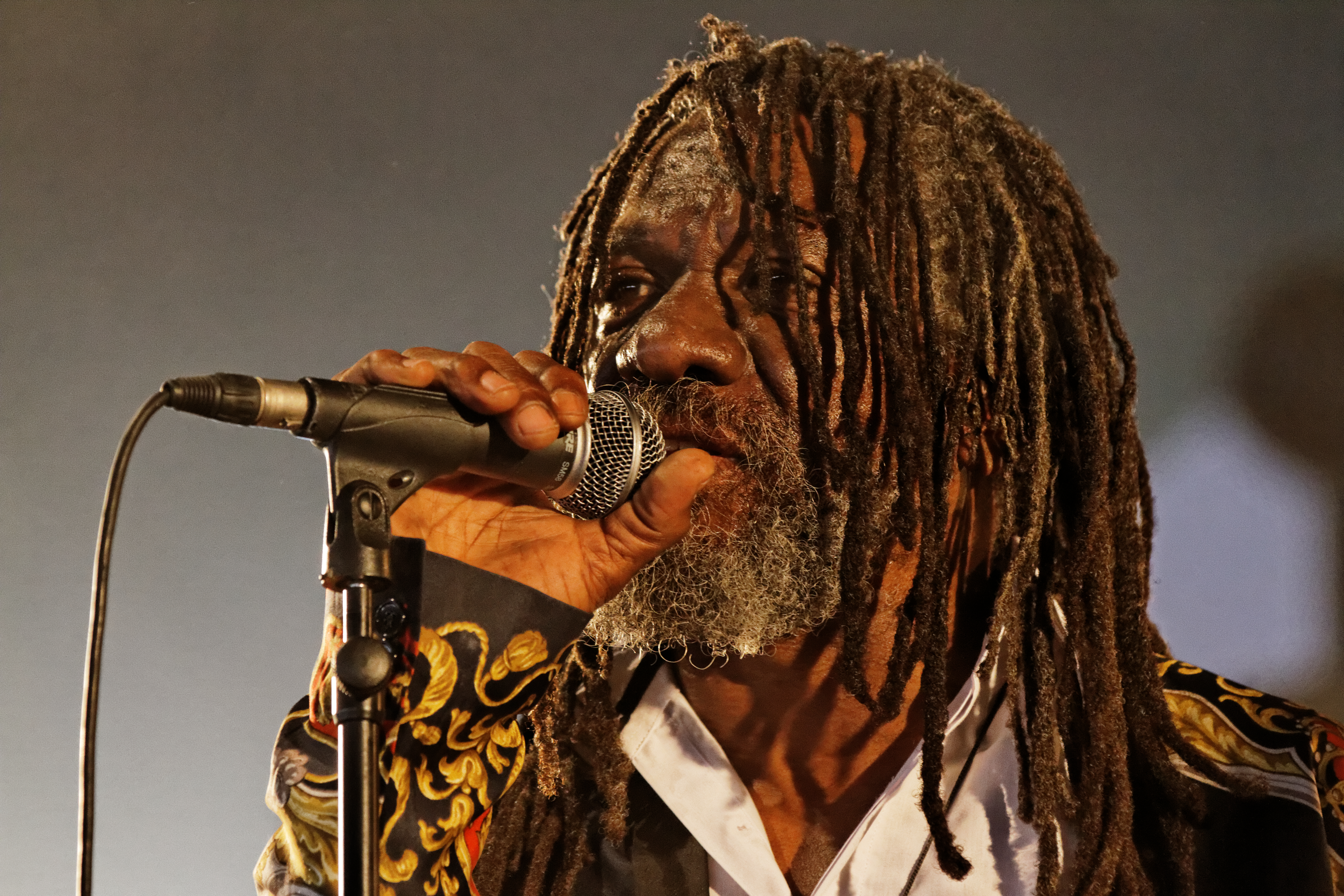
Winston McAnuff.
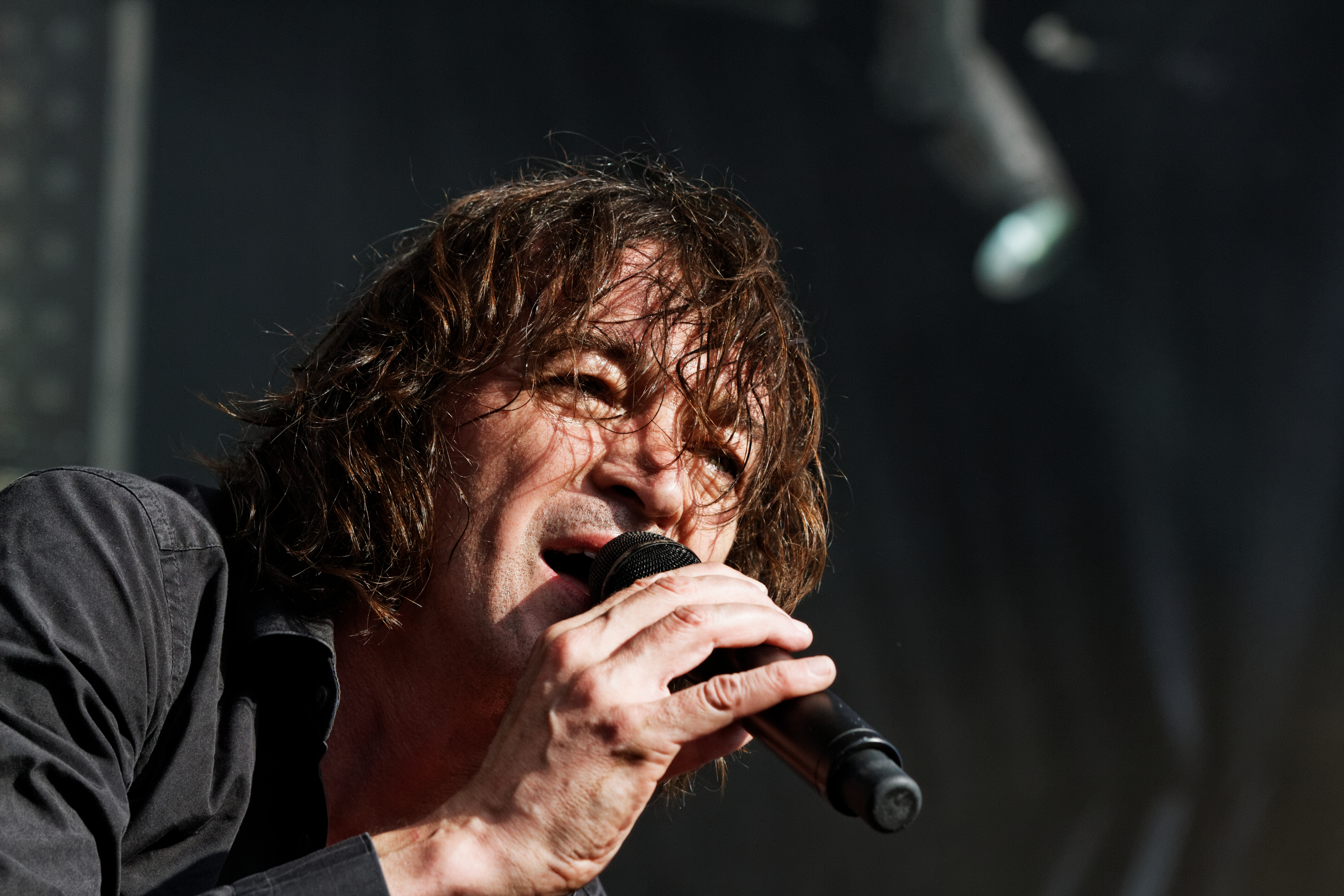
Cali.
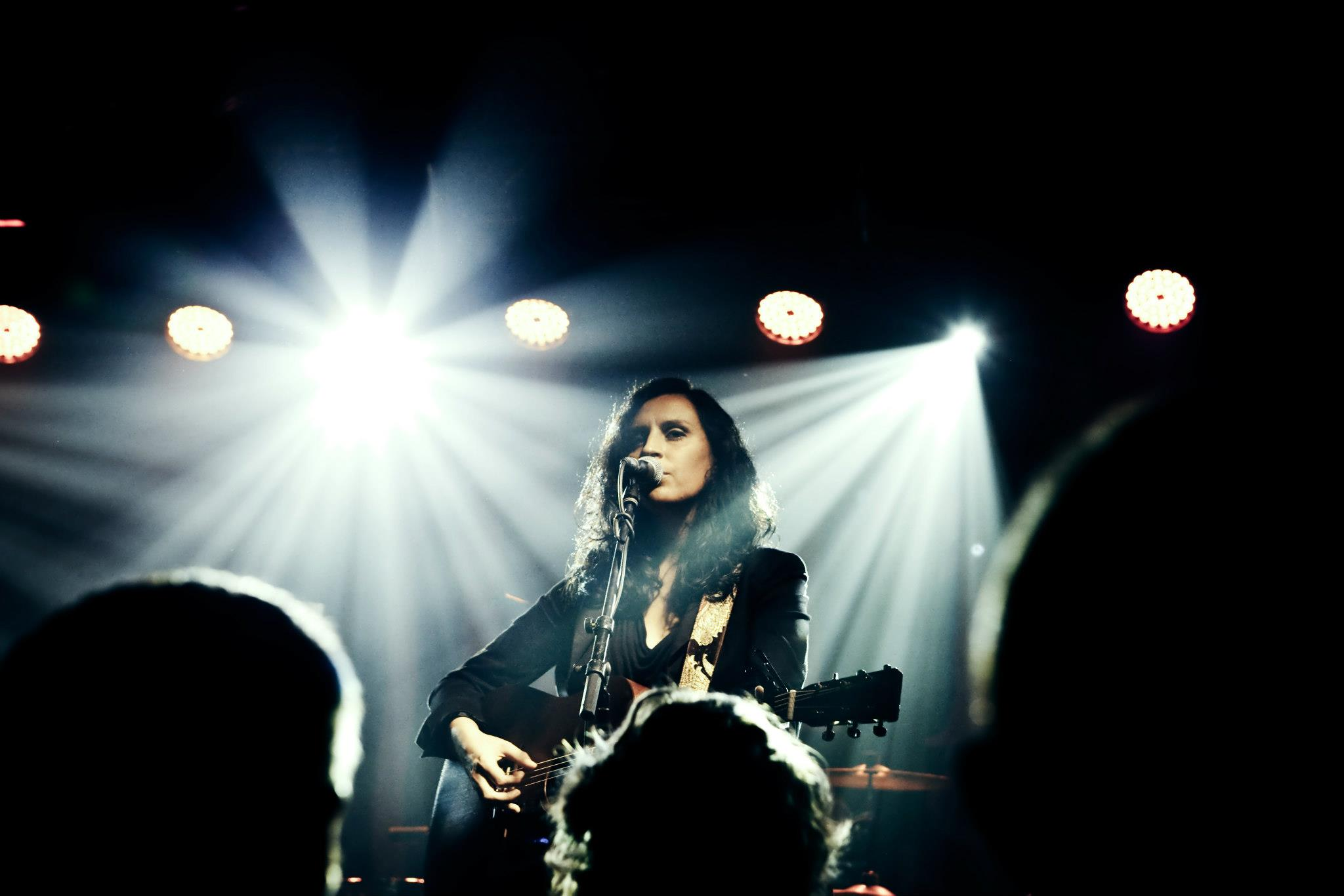
Colline Hill.
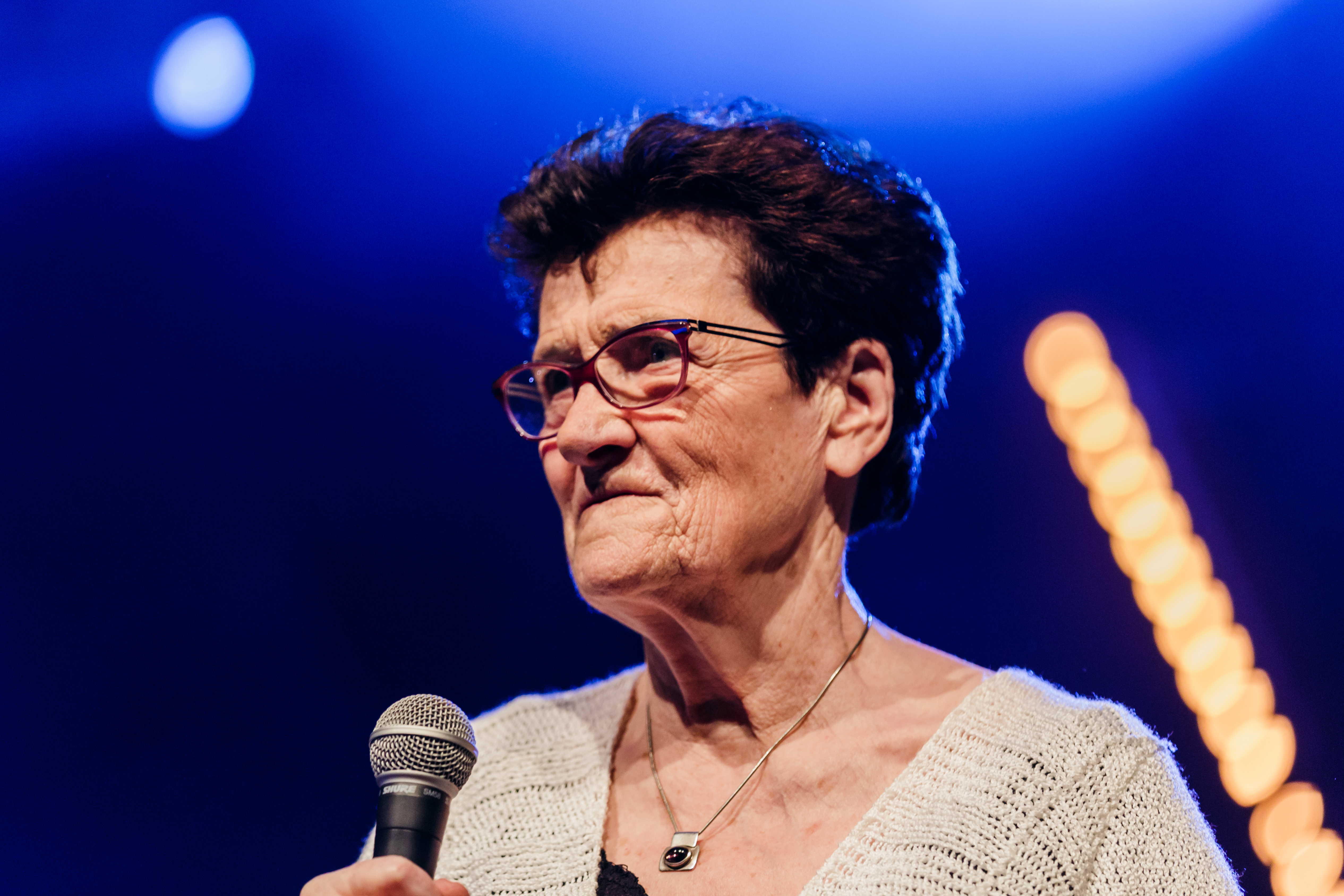
Louise Ebrel.
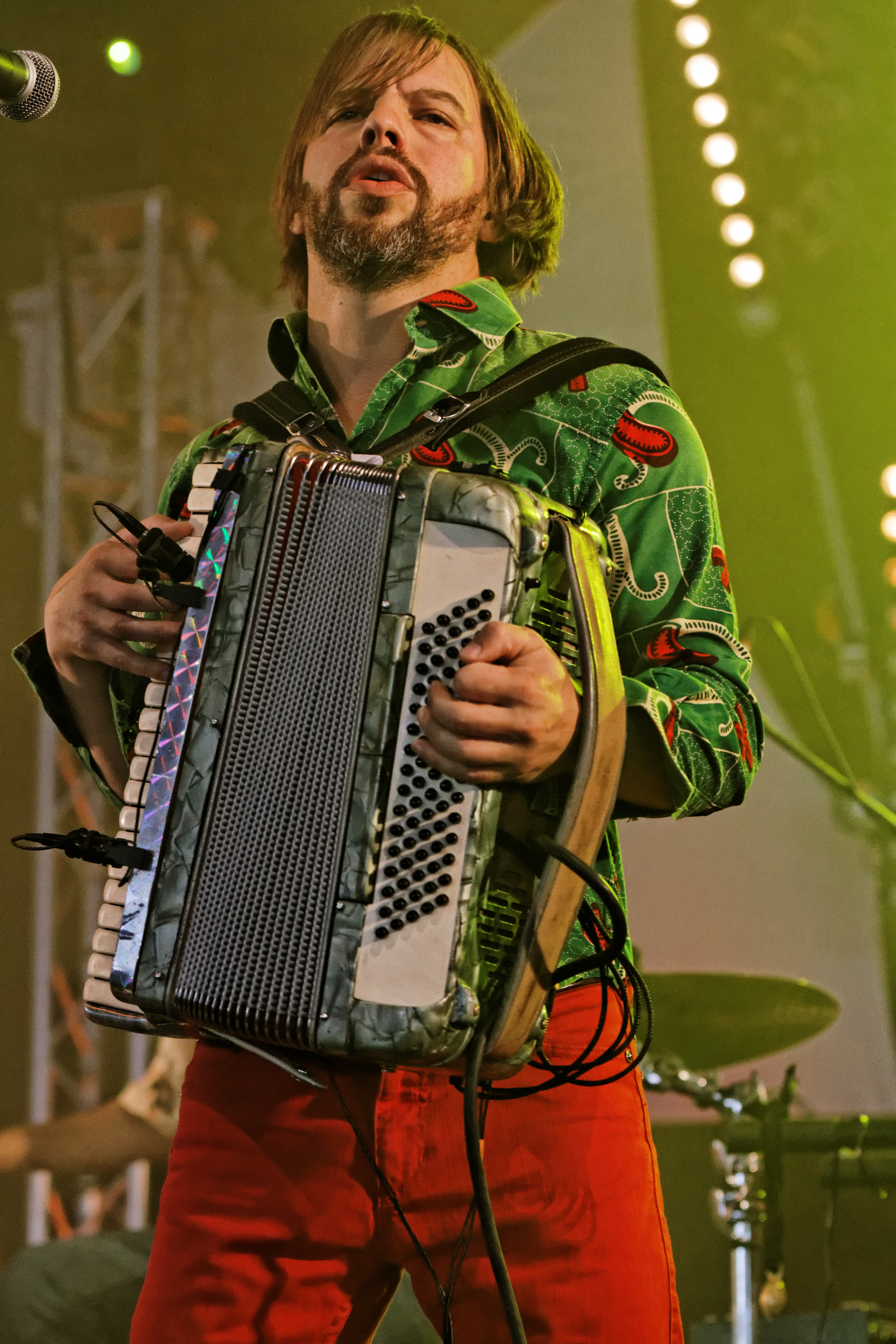
Fixi.
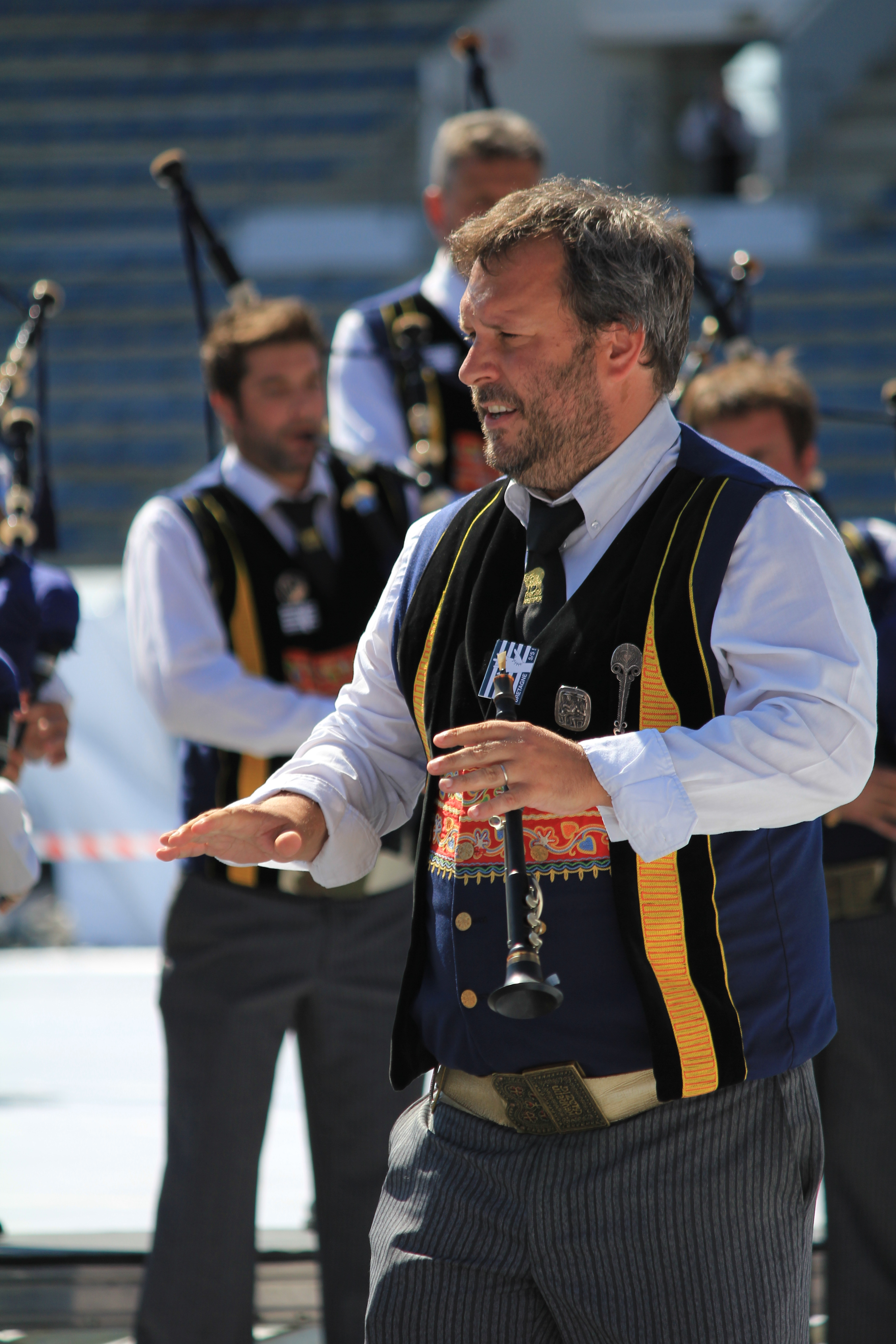
Steven Bodénès.
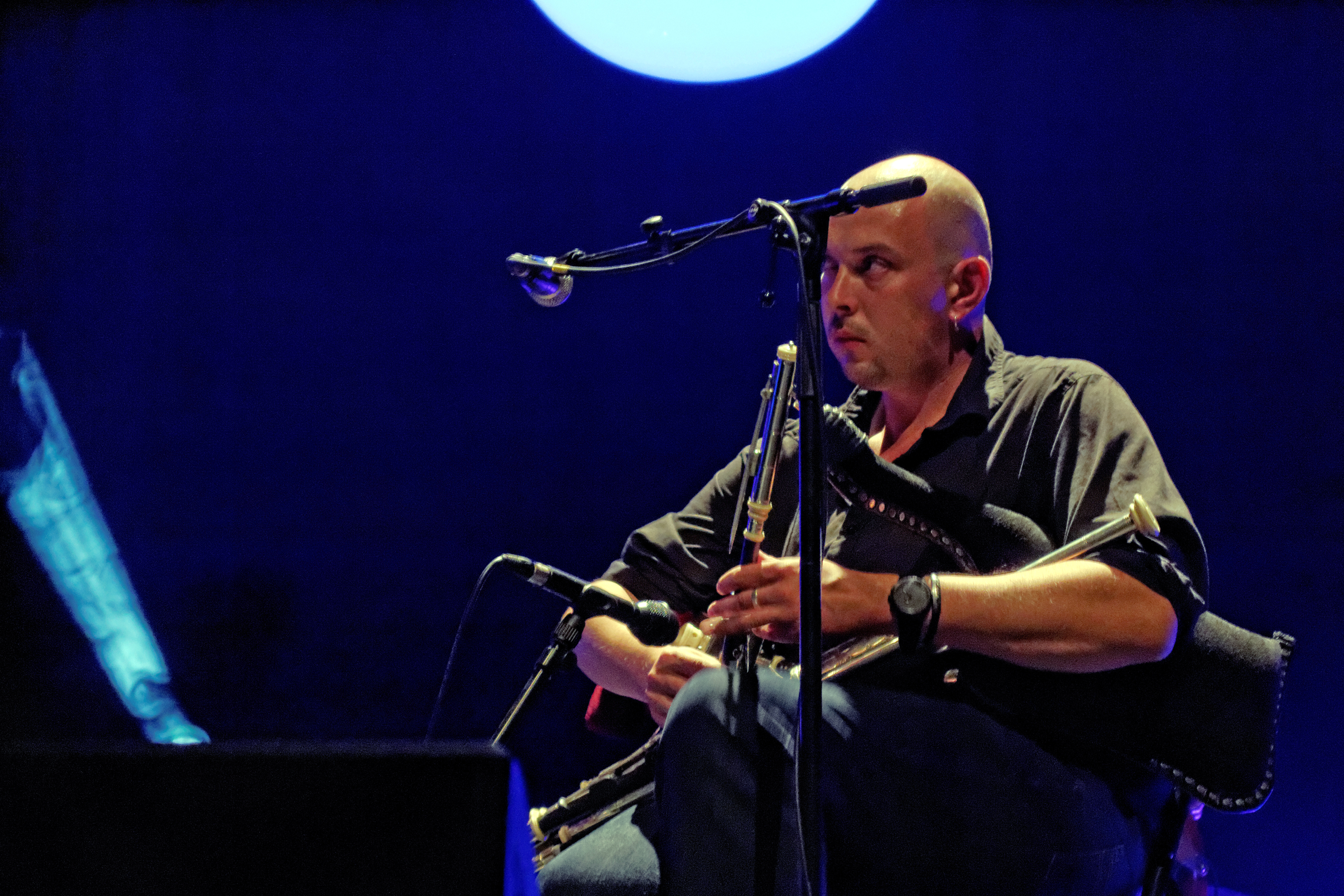
Kevin Camus.
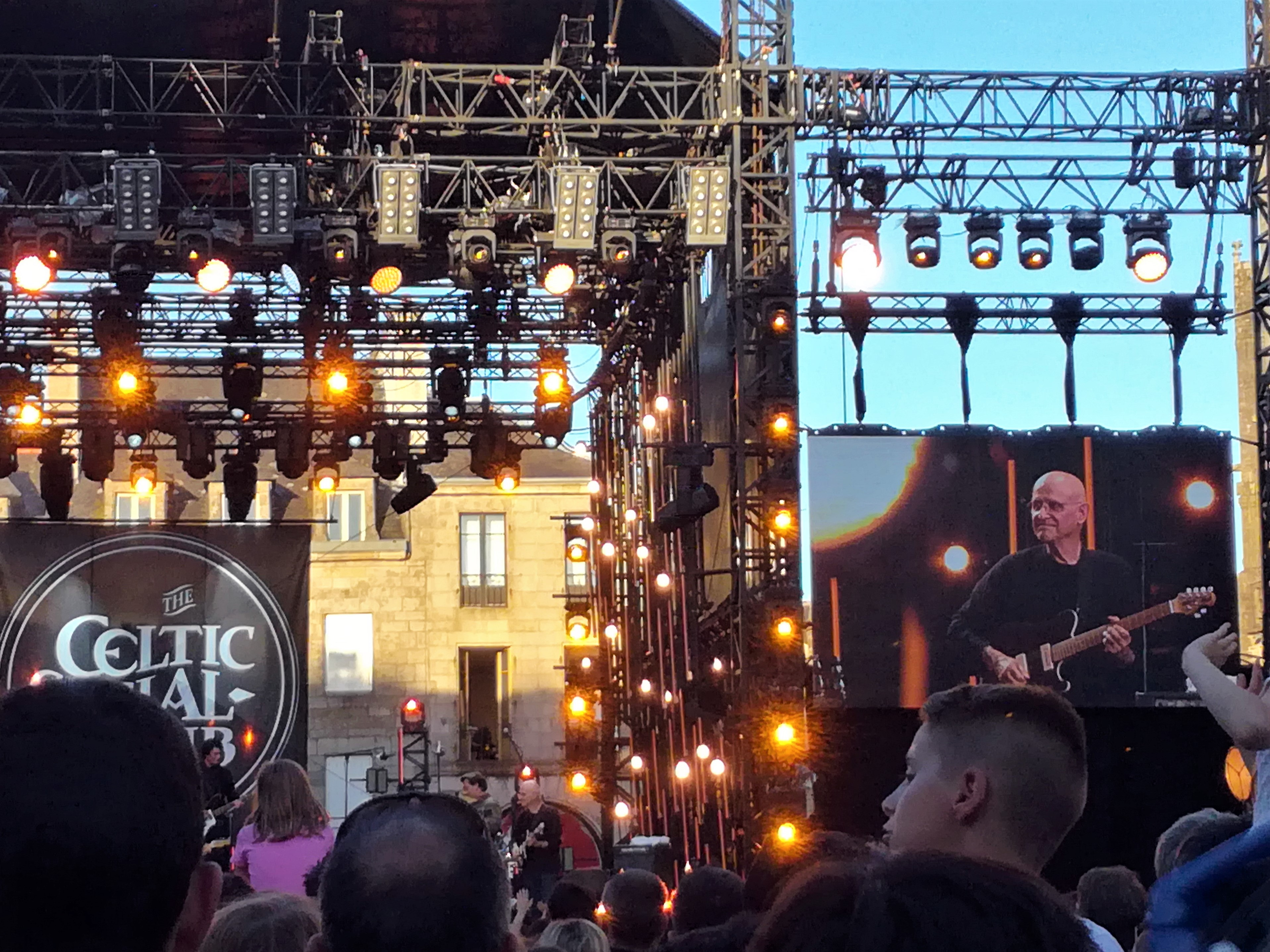
Dan Ar Braz.

## Discographie

### Participation
- 2015 : 45e Festival interceltique (Keltia Musique), cd officiel du festival de Lorient.

Titre : Celtic Social Club (feat. Winston McAnuff & IC Will)
- 2018 : 3e Festival The City Trucks Festival[36]